# Vilja (Vorname)
Vilja ist ein weiblicher Vorname.

## Herkunft und Varianten
Der Name ist finnischen Ursprungs und bedeutet Korn/Getreide.

## Bekannte Namensträger
- Vilja Savisaar-Toomast (* 1962), estnische Politikerin